# Is the Man Who Is Tall Happy?
Is the Man Who Is Tall Happy? (sottotitolato An Animated Conversation with Noam Chomsky) è un film documentario d'animazione francese del 2013 diretto da Michel Gondry e riguardante Noam Chomsky.